# Aglossorrhyncha
Aglossorrhyncha (orth. var.) o Aglossorhyncha Schltr.  es un género que tiene asignada unas trece especies de orquídeas. Se distribuyen por Papúa Nueva Guinea, Islas Molucas y Australia. Son de hábitos epífitas y alguna terrestre.

## Descripción
Hay trece especies de medianas a pequeñas la mayoría epífitas aunque hay algunas terrestres que se crían en las selvas de niebla de Papúa rodeadas de musgos bien espesos.
El tallo es alargado de unos 35 cm, normalmente ramificado.
Se diferencian de Glossorhyncha Ridl. En que la parte superior de las brácteas foliales no están ciliadas. También se diferencian en la ausencia de una espuela o saco en la base del Labelo, y la presencia de una columna limpia y espigada.
La hojas normalmente están diseminadas, en forma distica, lineales o liguladas, con un apex picudo o casi apiculado. En la especie A. serrulata las hojas se encuentran serradas finamente, como las de una berza. Las hojas en otras especies son más rígidas.
Las inflorescencias son apicales con flores glabras de color verde a amarillo azufre. Las flores son relativamente pequeñas y se encuentran solas o en parejas. Los sépalos son en forma de capucha amplia, con los laterales a veces adosados. El labelo es más o menos con forma de capucha y cóncavo.

## Hábitat
Se desarrolla sobre plantas y también como hierbas terrestres rodeadas de un buen espesor de musgo bajo el dosel forestal o a media sombra.

Se encuentran en Papúa Nueva Guinea, Islas Molucas y Australia.

## Taxonomía
El género fue descrito por Rudolf Schlechter y publicado en Nachträge zur Flora der Deutschen Schutzgebiete in der Südsee 133. 1905.
Etimología
Aglossorrhyncha; nombre genérico que significa distinto del género Glossorhyncha.

## Especies deAglossorrhyncha
- Aglossorrhyncha aurea  Schltr. (1905) - especie tipo
- Aglossorrhyncha biflora  J.J.Sm. (1910)   (sinónimo: Aglossorrhyncha longicaulis J.J.Sm. 1928)
- Aglossorrhyncha bilobula  Kores (1989)
- Aglossorrhyncha fruticicola  J.J.Sm. (1913)
- Aglossorrhyncha galanthiflora  J.J.Sm. (1929)
- Aglossorrhyncha jabiensis  J.J.Sm. (1915)
- Aglossorrhyncha lucida  Schltr. (1912)
- Aglossorrhyncha micronesiaca  Schltr. (1921)
- Aglossorrhyncha peculiaris  J.J.Sm. (1929)
- Aglossorrhyncha serrulata  Schltr. (1912)
- Aglossorrhyncha stenophylla  Schltr. (1922)
- Aglossorrhyncha torricellensis  Schltr. (1912)
- Aglossorrhyncha viridis  Schltr. (1912)